# Agencia Europea de Seguridad Marítima
La Agencia Europea de Seguridad Marítima (AESM o EMSA, del inglés: European Maritime Safety Agency) es una agencia de la Unión Europea que se encarga de garantizar la seguridad marítima civil y mercantil, de luchar contra la contaminación marina, y de coordinar los esfuerzos de búsqueda y rescate en la mar, reforzando la legislación actual de la UE. Depende directamente del comisario europeo de Transportes y está adscrita a la Dirección General de Movilidad y Transportes de la Comisión Europea. Su sede central se ubica en Lisboa.

## Historia
La Agencia Europea de Seguridad Marítima se creó en el año 2002, a raíz de varios accidentes marítimos en aguas de la Unión Europea en un corto espacio de tiempo, entre los cuales estaban el ferry M/S Estonia (1994) y los petroleros Erika (2000) y Prestige (2002).
La EMSA tiene su sede en Lisboa. Se compone de una plantilla cercana a las 200 personas, y opera una pequeña red de 16 embarcaciones fletadas, para la recogida de vertidos en el mar.
Cuenta con un presupuesto que en el año 2008 de alrededor de los 50 millones de €, de los cuales más de un tercio, fueron destinados específicamente a tareas contra la contaminación en el mar.